# Аристов, Алексей Павлович
Алексе́й Па́влович А́ристов (1842, Тобольск — 14 мая 1910, Санкт-Петербург) — русский дерматовенеролог, композитор, собиратель фольклора.

## Биография
Родился в 1842 году в Тобольске.
С 1860 года обучался на медицинском факультете Императорского Казанского университета, который окончил в 1868 году с дипломом лекаря.
Получил специальность хирурга и венеролога. Работал врачом Санкт-Петербургского врачебно-полицейского комитета, занимавшимся государственным контролем за проституцией.
В 1883 году опубликовал исследование «Меры к ограничению распространения сифилиса и венерических болезней в городах, а также больших центрах скопления неженатых мужчин и незамужних женщин».
Помимо медицинской деятельности, занимался музыкой. Им написаны романсы «Зимний вечер» (на слова Гейне в переводе Н. А. Добролюбова), «Лебеди белые» (слова Н. И. Сведенцова), «Ночка летняя» (слова Н. И. Фелонова), «Бедняга чудак» (на слова Беранже в переводе В. С. Курочкина), «Ночка летняя», «Perpetum Mobile», «Весенняя песенка» и другие. Некоторые романсы были изданы по псевдонимом «А. П. Поев».
Собрал и обработал песни казанских студентов, выпущенные в 1904 году в виде сборника на средства Императорского Казанского университета.
Дослужился до чина статского советника.
Скончался 14 мая 1910 года в Санкт-Петербурге. Похоронен на Литераторских мостках на Волковском кладбище.

## Сочинения
- Меры к ограничению распространения сифилиса и венерических болезней в городах, а также больших центрах скопления неженатых мужчин и незамужних женщин: Материалы для разработки вопроса. — СПб.: Типография В. И. Грацианского, 1883. — 30 с.
- Песни казанских студентов: 1840-1868. Для пения (соло, хор) в сопровождении ф.-п. и без сопровождения. — СПб. — 98 с.
- Собрание музыкальных сочинений: Для пения (соло, хор) с сопровождении ф.-п. (гармоники) и без сопровождения и для ф.-п. соло. — СПб.: Издательство Карла Леопаса.
- Собрание музыкальных сочинений : романсы, №№ 1-7 : для фортепиано в 2 руки №№ 1-2 : русские народные песни №№ 1-3. — СПб.: Издательство Карла Леопаса. Архивировано 4 марта 2016 года.